# The Original Soundtrack
The Original Soundtrack è il terzo album in studio del gruppo rock britannico 10cc, pubblicato nel 1975.

## Tracce
Side 1
1. Une Nuite a Paris - 8:40
2. I'm Not in Love - 6:08
3. Blackmail - 4:28

Side 2
1. The Second Sitting for the Last Supper - 4:25
2. Brand New Day - 4:04
3. Flying Junk - 4:10
4. Life Is a Minestrone - 4:42
5. The Film of My Love - 5:07

## Formazione
- Eric Stewart - chitarre, tastiere, voce
- Graham Gouldman - basso, autoharp, contrabbasso, percussioni, voce
- Lol Creme - chitarre, tastiere, percussioni, sintetizzatore, vibrafono, violino, voce
- Kevin Godley - batteria, percussioni, violoncello, sintetizzatori, voce